# Лінія 10 (Паризький метрополітен)
Лінія 10 — одна з 16 ліній Паризького метрополітену, Франція.
Лінія сполучає станцію метро Булонь — Пон де Сен-Клу у Булонь-Біянкур на заході з Гар-д'Остерліц та пролягає під районами, розташованими на Лівому березі на півдні Парижа.
Лінія повністю підземна та має довжину 11,7 км через 23 станції.
Має найменший трафік серед будь-якої з 14 основних ліній метро (за винятком ліній 3bis і 7bis).
Лінія має одну станцію-примару, Червоний Хрест (фр. Croix-Rouge), закриту в 1939 році.

## Історія
- 30 грудня 1923: відкриття дистанції Енвалід — Круа-Руж (закрита в 1939)
- 10 березня 1925: відкриття дистанції Круа-Руж — Мабільйон
- 14 лютого 1926: відкриття дистанції Мабільйон — Одеон
- 15 лютого 1930: відкриття дистанції Одеон — Плас д'Італі
- 7 березня 1930: відкриття дистанції Пляс д'Італі — Порт-де-Шуазі
- 26 квітня 1931: передача дистанції Плас-Монж — Порт де Шуазі лінії 7, перегін Плас Монж — Мобер — Мютюаліте виведений з регулярної експлуатації. Відкрито дистанцію Мобер — Мютюаліте — Жюссє
- 27 липня 1937: передача дистанції Дюрок — Енвалід старої лінії 14 (з 1976 частина лінії 13).
- 29 липня 1937: Дюрок — Ламотт-Піке — Гренель, також відкрита дистанція Ламотт-Піке — Гренель — Порт-д'Отей .
- 12 липня 1939: відкриття дистанції Жюсьє — Гар-д'Остерліц
- 2 вересня 1939 року: закриття станцій Круа-Руж і Клюні — Ля-Сорбонн.
- 3 жовтня 1980: відкриття дистанції Порт-д'Отей (у зворотному напрямку Мішель-Анж — Молітор) — Булонь — Жан Жорес
- 2 жовтня 1981: відкриття дистанції Булонь — Жан Жорес — Булонь — Пон-де-Сен-Клу
- 17 лютого 1988 року: перезапуск станції Клюні — Ля-Сорбонн з відкриттям переходу на пересадковий вузол RER Сен-Мішель — Нотр-Дам.

## Розгалуження
Лінія має розгалуженн, яке знаходиться у західній частині міста.
По північній дистанції лінія йде у західному напрямку, а по південній — у східному.
До північної дистанції примикає ССГ з лінії 9, а на заході починається відгалуження до депо д'Отей і до недобудованої станції Порт-Молітор.

## Станції

Geographically accurate path of Paris Métro Line 10

| Назва Мовою оригіналу                                              | Комуна         | Дата відкриття  | Пересадки                | Примітки                                                      |
| ------------------------------------------------------------------ | -------------- | --------------- | ------------------------ | ------------------------------------------------------------- |
| Булонь — Пон де Сен-Клу Рен е Данюб Boulogne — Pont de Saint-Cloud | Булонь-Біянкур | 2 жовтня 1981   | (T) · [2]                | Поблизу мосту Сен-Клу                                         |
| Булонь — Жан Жорес Boulogne — Jean Jaurès                          | Булонь-Біянкур | 3 жовтня 1980   | (М) · (10)               | На честь Жана Жореса                                          |
| Східний напрям                                                     |                |                 |                          |                                                               |
| Мішель Анж — Молітор Michel-Ange — Molitor                         | XVI            | 27 липня 1937   | (М) · (9)                | На честь Мікеланджело та Габрієля Молітора                    |
| Шардон-Лагаш Chardon-Lagache                                       | XVI            | 27 липня 1937   |                          |                                                               |
| Мірабо Mirabeau                                                    | XVI            | 27 липня 1937   |                          | На честь Оноре Габрієля Мірабо                                |
| Західний напрям                                                    |                |                 |                          |                                                               |
| Порт-д'Отей Porte d'Auteuil                                        | XVI            | 27 липня 1937   |                          |                                                               |
| Мішель-Анж — Отей Michel-Ange — Auteuil                            | XVI            | 27 липня 1937   | (М) · (9)                | На честь Мікеланджело й кварталу Отей                         |
| Егліз д'Отей Église d'Auteuil                                      | XVI            | 27 липня 1937   |                          |                                                               |
| Загальна ділянка                                                   |                |                 |                          |                                                               |
| Жавель — Андре Сітроен Javel — André Citroën                       | XV             | 27 липня 1937   | (М) · (10) · (RER) · (C) | На честь району Жавель й Андре Сітроена                       |
| Шарль Мішель Charles Michels                                       | XV             | 27 липня 1937   |                          | На честь Шарля Мішеля                                         |
| Авеню Еміль-Золя Avenue Émile-Zola                                 | XV             | 27 липня 1937   |                          | На честь Еміля Золя                                           |
| Ла Мотт-Піке — Гренель La Motte-Picquet — Grenelle                 | XV             | 27 липня 1937   | (М) · (6) · (8)          |                                                               |
| Сегюр ЮНЕСКО Ségur                                                 | VII, XV        | 29 липня 1937   |                          | На честь Філіппа Анрі де Сегюра, поблизу штаб-квартири ЮНЕСКО |
| Дюрок Duroc                                                        | VI, VII, XV    | 30 грудня 1923  | (М) · (13)               | На честь Мішеля Дюрока                                        |
| Вано Vaneau                                                        | VI, VII        | 27 липня 1937   |                          | На честь Луї Вано                                             |
| Севр — Бабілон Sèvres — Babylone                                   | VI, VII        | 27 липня 1937   | (М) · (12)               |                                                               |
| Мабільона Mabillon                                                 | VI             | 10 березня 1925 |                          | На честь Жана Мабільона                                       |
| Одеон Odéon                                                        | VI             | 14 лютого 1926  | (М) · (4)                | Поблизу театру Одеон                                          |
| Клюні — Ла Сорбонн Cluny — La Sorbonne                             | V              | 15 лютого 1930  | (RER) · (B) · (C)        | Поблизу музею Клюні та Сорбонни                               |
| Мобер — Мютюаліте Maubert — Mutualité                              | V              | 15 лютого 1930  |                          |                                                               |
| Кардіналь Лемуан Cardinal Lemoine                                  | V              | 26 квітня 1931  |                          | На честь Жана Лемуана                                         |
| Жуссьє Jussieu                                                     | V              | 26 квітня 1931  | (М) · (7)                | На честь Антуана Лорана де Жуссьє                             |
| Гар-д'Аустерліц Gare d'Austerlitz                                  | V, XIII        | 12 липня 1939   | TER Centre               | Вихід до вокзалу Аустерліц                                    |